# Cole Ketrzynski
Cole Sybren Wassenaar Ketrzynski (* 8. August 2001 in Toronto) ist ein kanadischer Volleyballspieler.

## Karriere
Cole Ketrzynski ist der Sohn von Alex Ketrzynski, der bei den Olympischen Spielen 1984 mit der kanadischen Nationalmannschaft den vierten Platz erreichte. Er begann seine eigene Karriere beim York Mills Collegiate Institute. Von 2020 bis 2023 studierte er an der University of California, Los Angeles und spielte in der Universitätsmannschaft Bruins. 2021 nahm er mit der U21-Nationalmannschaft an der Weltmeisterschaft teil. 2022 wurde er mit der B-Nationalmannschaft Zweiter beim PanAm Cup. Sein letztes Studienjahr absolvierte er 2024 an der Pepperdine University. Danach wechselte er zum deutschen Bundesligisten SVG Lüneburg, wo er in der Saison 2024/25 mit seinem Bruder Xander Ketrzynski spielt.